# Morocco Tennis Tour Marrakech 2009
Il Morocco Tennis Tour Marrakech 2009 è stato un torneo professionistico di tennis maschile giocato sulla terra rossa, che faceva parte dell'ATP Challenger Tour 2009. Si è giocato a Marrakech in Marocco dal 16 al 22 marzo 2009.

## Partecipanti

### Teste di serie
| Nazionalità | Giocatore            | Ranking* | Testa di serie |
| ----------- | -------------------- | -------- | -------------- |
| Spagna      | Daniel Gimeno Traver | 78       | 1              |
| Spagna      | Alberto Martín       | 80       | 2              |
| Spagna      | Pablo Andújar        | 89       | 3              |
| Belgio      | Kristof Vliegen      | 99       | 4              |
| Rep. Ceca   | Ivo Minář            | 101      | 5              |
| Uzbekistan  | Denis Istomin        | 102      | 6              |
| Rep. Ceca   | Jiří Vaněk           | 113      | 7              |
| Brasile     | Marcos Daniel        | 114      | 8              |

- Ranking all'8 marzo 2009.

### Altri partecipanti
Giocatori che hanno ricevuto una wild card:
- Rabie Chaki
- Reda El Amrani
- Sherif Sabry
- Mehdi Ziadi

Giocatori passati dalle qualificazioni:
- Jan Hájek
- Malek Jaziri
- Adrián Menéndez Maceiras
- Dick Norman

## Campioni

### Singolare
Marcos Daniel ha battuto in finale  Lamine Ouahab con il punteggio di 4–6, 7–5, 6–2

### Doppio
Rubén Ramírez Hidalgo /  Santiago Ventura hanno battuto in finale  Alberto Martín /  Daniel Muñoz de la Nava con il punteggio di 6–3, 7–6(5)